# ASUL Lyon Volley
ASUL Lyon Volley – francuski klub siatkarski z Lyon  założony w 1945 roku. Od sezonu 2013/2014 występuje w najwyższej klasie rozgrywek klubowych we Francji.

## Rozgrywki krajowe
| Sezon     | Rozgrywki | Osiągnięcie |
| --------- | --------- | ----------- |
| 2009/2010 | Pro B     | ?. miejsce  |
| 2010/2011 | Pro B     | ?. miejsce  |
| 2011/2012 | Pro B     | ?. miejsce  |
| 2012/2013 | Pro B     | 2. miejsce  |
| 2013/2014 | Pro A     | ?. miejsce  |

## Sukcesy

### Oficjalne
- Mistrzostwa Francji:
  -  1. miejsce (3x): 1976, 1979, 1980
  -  2. miejsce (2x): 1974, 1975, 1977
- Puchar Francji:
  -  2. miejsce (1x): 1989
- Superpuchar Francji:

## Kadra

### Sezon2015/2016
- Pierwszy trener:
- Drugi trener:  Fraisse Jérôme

| Nr | Imię i nazwisko      | Data ur. | Wzrost | Pozycja      |
| -- | -------------------- | -------- | ------ | ------------ |
| 1  | Thiago Aranha Duarte | 1981     | 195    | przyjmujący  |
| 2  | Andrij Diaczkow      | 1985     | 200    | atakujący    |
| 3  | Hugo Caporiondo      | 1995     | 188    | rozgrywający |
| 4  | Javier González      | 1983     | 192    | rozgrywający |
| 5  | Quentin Jouffroy     | 1993     | 203    | środkowy     |
| 6  | Axel Truhtchev       | 1995     | 196    | przyjmujący  |
| 7  | Mark McGivern        | 1989     | 196    | środkowy     |
| 8  | Alexander Mitkov     | 1996     | 199    | atakujący    |
| 9  | Tuani Valefuaniu     | 1981     | 200    | środkowy     |
| 10 | Wassim Ben Tara      | 1996     | 203    | przyjmujący  |
| 11 | Władimir Nikołow     | 1977     | 200    | atakujący    |
| 15 | Ryan Utia            | 1994     | 200    | przyjmujący  |
| 17 | Władysław Iwanow     | 1987     | 188    | libero       |

### Sezon2014/2015
- Pierwszy trener:  Silvano Prandi
- Drugi trener:  Fraisse Jérôme

| Nr | Imię i nazwisko      | Data ur. | Wzrost | Pozycja               |
| -- | -------------------- | -------- | ------ | --------------------- |
| 1  | Javier Gonzalez      | 1983     | 192    | rozgrywający          |
| 4  | Leo Mineiro          | 1982     | 198    | przyjmujący           |
| 5  | Quentin Jouffroy     | 1993     | 203    | środkowy              |
| 6  | Axel Truhtchev       | 1995     | 196    | przyjmujący           |
| 7  | Mark McGivern        | 1989     | 196    | środkowy              |
| 8  | Adam Simac           | 1983     | 203    | środkowy              |
| 9  | Martin Jambon        | 1989     | 190    | przyjmujący/atakujący |
| 10 | Toontje Van Lankvelt | 1984     | 199    | przyjmujący           |
| 11 | Władimir Nikołow     | 1977     | 200    | atakujący             |
| 12 | Gerard Osorio        | 1993     | 201    | przyjmujący           |
| 13 | Hugo Caporiondo      | 1995     | 188    | rozgrywający          |
| 16 | Julien Gatineau      | 1995     | 180    | libero                |
| 17 | Władisław Iwanow     | 1987     | 188    | libero                |

### Sezon2013/2014
- Pierwszy trener:  Silvano Prandi
- Drugi trener:  Fraisse Jérôme

| Nr | Imię i nazwisko  | Data ur. | Wzrost | Pozycja      |
| -- | ---------------- | -------- | ------ | ------------ |
| 2  | Arnaud Dupeyrat  | 1994     | 186    | libero       |
| 3  | Bojidar Slavev   | 1984     | 203    | przyjmujący  |
| 5  | Quentin Jouffroy | 1993     | 203    | środkowy     |
| 6  | Christo Todorov  | 1988     | 185    | rozgrywający |
| 7  | Mark McGivern    | 1989     | 196    | środkowy     |
| 8  | Grayson Overman  | 1991     | 198    | środkowy     |
| 9  | Martin Jambon    | 1989     | 190    | przyjmujący  |
| 10 | Simon Tischer    | 1982     | 194    | rozgrywający |
| 11 | Władimir Nikołow | 1977     | 200    | atakujący    |
| 12 | Gerard Osorio    | 1993     | 201    | przyjmujący  |
| 13 | Teodor Sałparow  | 1982     | 185    | libero       |
| 14 | Srđan Ristić     | 1984     | 200    | atakujący    |
| 16 | Michal Hrazdíra  | 1986     | 195    | przyjmujący  |
| 17 | Hugo Caporiondo  | 1995     | 188    | rozgrywający |
|    | Bradley Lawson   | 1989     | 201    | przyjmujący  |
|    | Dustin Watten    | 1986     | 178    | libero       |